# Bruchomorpha minutiforma
Bruchomorpha minutiforma är en insektsart som beskrevs av Caldwell 1945. Bruchomorpha minutiforma ingår i släktet Bruchomorpha och familjen Caliscelidae. Inga underarter finns listade i Catalogue of Life.